# Station Cambridge Heath
Station Cambridge Heath is een spoorwegstation van National Rail in de wijk Cambridge Heath in de Londense borough Tower Hamlets in het oosten van de metropool Groot-Londen. Het station is eigendom van Network Rail en wordt beheerd door Greater Anglia. 